# 東北学院大学博物館
東北学院大学博物館（とうほくがくいんだいがくはくぶつかん）は、宮城県仙台市青葉区土樋一丁目に所在する大学博物館。
東北学院大学の教育、研究成果に関わる学術的価値を有する資料を収集整理、保管、公開、普及し、大学の活動を社会的に伝えることを目的として、2009年（平成21年）11月に開館した。博物館学芸員資格課程の実習施設としての役割も担っている。

## 主な所蔵資料
- 多賀城市市川橋遺跡出土墨書人面土器
- 松島町雄島海底採集板碑
- 一関藩家老境澤文書

## 開館情報
- 時間 : 午前9時30分 - 午後5時（入館は午後4時30分まで）
- 休館日 : 日曜日、祝日・休日、大学の定める休業日
- 入館料 : 一般200円
  - 学校法人東北学院の役員・教職員・学生・生徒・園児・旧役員・旧教職員は無料。
  - 大学同窓生は、ホームカミング・デー等の館長の定める行事日は無料。
  - 未就学児、小学校、中学校、高等学校、中等教育学校もしくは高等専門学校の児童、生徒又は学生、65歳以上の人、障害者基本法に定める障害者と介護者1名は無料。
- 来館方法 : 地下鉄「五橋駅」下車、愛宕上杉通を南方向に徒歩5分
- 駐車場 : 障害者等用駐車場3台